# Zviad Izoria
Zviad Izoria (nascut el 6 de gener de 1984) és un jugador d'escacs georgià, que té el títol de Gran Mestre des de 2002, i que juga representant internacionalment els Estats Units, des de 2013.
A la llista d'Elo de la FIDE del desembre de 2021 hi tenia un Elo de 2602 punts, cosa que en feia el jugador número 18 dels Estats Units. El seu màxim Elo va ser de 2660 punts, a la llista de juliol de 2006 (posició 52 al rànquing mundial).

## Resultats destacats en competició
- 2000: Guanyador del Campionat del món Sub-16, a Orpesa.[5]
- 2000: Guanyador de la Copa Kasparov, a Moscou
- 2001: Guanyador del Campionat d'Europa Sub-18. Guanyador del Campionat d'Europa Sub-20.[6]
- 2002: Guanyador del Campionat d'Europa Sub-20.[6]
- 2005: Guanyador del “HB Global Chess Challenge” 2005, que comportava un premi de 50,000 (USD), i d'un valuòs rellotge amb joies.[7][8] A finals d'any, va participar en la Copa del món de 2005 a Khanti-Mansisk, un torneig classificatori per al cicle del Campionat del món de 2007, on tingué una mala actuació i fou eliminat en primera ronda per Serguei Erenburg.[9][10][11]
- 2006: Vencedor a l'obert de Dubai, empatat al primer lloc amb Gabriel Sargissian, Tigran Levònovitx Petrossian i Serhí Fedortxuk[12]
- 2007: Empat als llocs 1r-8è amb Darmén Sadvakàssov, Alexander Shabalov, Varuzhan Akobian, Hikaru Nakamura, Victor Mikhalevski, Magesh Chandran Panchanathan i Justin Sarkar a l'Obert de Miami.[13][14]
- 2010: Guanyador del Campionat de l'estat de Texas, amb 6/7 punts.[1]